# Фредерик X
Фредерик X (роден като Фредерик Андре Хенрик Кристиан) (на датски: Hans Kongelige Højhed Kronprins Frederik André Henrik Christian til Danmark, Greve af Monpezat), е настоящият крал на Дания, най-голям син на датската кралица Маргрете II и нейния съпруг принц Анри дьо Лаборд дьо Монпеза. Наследява датската корона на 14 януари 2024, след абдикацията на своята майка, обявена в новогодишното ѝ слово по случай настъпването на 2024 година.

## Ранни години
Фредерик X е роден на 26 май 1968 г. в Копенхаген, Дания, преди майка му да се възкачи на датския престол. Фредерик официално става престолонаследник на Дания на 14 януари 1972, когато Маргрете II се възцарява на датския престол. Освен това като потомък на кралица Виктория от внучка ѝ принцеса Маргарита Конаут, принц Фредерик е под номер 216 в линията на унаследяване на Британския престол.
Първоначално през периода 1974-1976 принц Фредерик получава частно възпитание в двореца Амалиенборг, Дания. През 1982-1983 г. постъпва в пансион в Нормандия, Франция. През 1986 г. завършва гимназията Орегорд.
През 1992-1993 завършва политически науки в Харвард, а през 1994 г. три месеца е в Ню Йорк като част от делегацията на Дания в ООН. През февруари 1995 г. Фредерик Датски придобива магистърска степен по политически науки от Университета Орхус в Дания. През 1998-1999 е първи секретар в датското посолство в Париж.
Фредерик служи и в трите части на Датската армия и получава солидно обучение в Морските специални части на Дания.
През 2001-2002 завършва Датския кралски колеж по отбраната, а през 2002-2003 служи като офицер в Датския щаб по отбраната, а през 2003 е старши преподавател в Датския кралски колеж по отбрана.

## Семейство
На 8 октомври 2003 г. кралица Маргрете II обявява пред Държавния съвет намерението на принц Фредерик да се ожени за Мери-Елизабет Доналдсън, австралийка, с която принцът се среща за първи път на летните олимпийски игри в Сидни през 2000 г. Фредерик и Мери-Елизабет се женят на 14 май 2004 г. в Копенхагенската катедрала.
Принц Фредерик Датски и Мери-Елизабет Доналдсън имат четири деца:
- Принц Кристиан Валдемар Хенри Йоан (р. 15 октомври 2005)
- Принцеса Изабела Хенриета Ингрид Маргрете (р. 21 април 2007) – първата принцеса, родена в Датския кралски двор от 1946 г. насам.
- Принц Венсан Фредерик Александър (р. 8 януари 2011)
- Принцеса Жозефин София Матилда (р. 8 януари 2011)

Принц Фредерик и семейството му обитават едно крило на двореца във Фреденсборг, наречено Канцлерския дом.
През септември 2008 по покана на президента Георги Първанов на официално посещение в България са принц Фредерик и принцеса Мери.